# Герб Буркина-Фасо
Герб Буркина-Фасо содержит щит, в цветах национального флага. Выше щита изображено название страны, ниже него — национальный девиз «Единство, Прогресс, Правосудие» (фр. Unité, Progrès, Justice.). Девиз Верхней Вольты до революции 1984 был «Единство, Труд, Правосудие.» (фр. Unité, Travail, Justice.). Два белых жеребца держат щит. Этот герб подобен старому гербу Верхней Вольты только с флагом Буркина Фасо на щите вместо флага Верхней Вольты.

## История герба
|  | Герб Республики Верхняя Вольта 1960—1967 гг. Самый первый герб республики очень напоминает нынешний герб государства. Старый герб был синего цвета. На нём, в центре изображён чёрно-бело-красный герб, с надписью RHV (République de Haute-Volta), который держат два коня. Внизу изображены две мотыги. Вверху изображён девиз государства: Unité, Travail, Justice. (Единство, Труд, Правосудие.). |
|  | Герб Республики Верхняя Вольта 1967—1984 гг. |
|  | Эмблема Буркина Фасо 1984—1997 гг. На эмблеме, принятой после революции 1984 и переименования страны в Буркина Фасо были изображены мотыга и автомат Калашникова с девизом Родина или смерть, мы победим. (фр. La Patrie ou la mort, nous vaincrons.). |
|  | Этот раздел нужно дополнить. Пожалуйста, улучшите и дополните раздел. (31 октября 2015) |